# Orobanche pseudorosmarina
Orobanche pseudorosmarina är en snyltrotsväxtart som beskrevs av A.Pujadas, Muñoz Garm.. Orobanche pseudorosmarina ingår i släktet snyltrötter, och familjen snyltrotsväxter. Inga underarter finns listade i Catalogue of Life.